# Cyanicula gemmata
Cyanicula gemmata är en orkidéart som först beskrevs av John Lindley, och fick sitt nu gällande namn av Stephen Donald Hopper och Andrew Phillip Brown. Cyanicula gemmata ingår i släktet Cyanicula, och familjen orkidéer. Inga underarter finns listade i Catalogue of Life.